# Omocerus
Omocerus là một chi bọ cánh cứng trong họ Chrysomelidae.
Chi này được miêu tả khoa học năm 1835 bởi Chevrolat.

## Các loài
Các loài trong chi này gồm:
- Omocerus angulicollis Borowiec, 2000
- Omocerus bicornis (Linnaeus, 1763)
- Omocerus burakowskii Dabrowska & Borowiec, 1995
- Omocerus casta (Boheman, 1862)
- Omocerus coracina (Boheman, 1850)
- Omocerus doeberli Dabrowska & Borowiec, 1995
- Omocerus malachitica (Germar, 1824)
- Omocerus rugosicollis Borowiec, 2000
- Omocerus similis Borowiec, 2000
- Omocerus taurus (Fabricius, 1787)